# Ehrenpromotion (Luxemburg)
Die Ehrenpromotion (auch Ehrendivision genannt) ist in Luxemburg die Zwischenliga zwischen Bezirks- und Nationalliga. In der Ehrenpromotion spielen aktuell 16 Mannschaften um den Aufstieg in die BGL Ligue. Zwischen 1989 und 1994 wurde die Ehrenpromotion in zwei Bezirke aufgeteilt. Die ersten vier Vereine jedes Bezirks spielten in zwei Gruppen mit je sechs Teams gegen vier Vereine aus der BGL Ligue eine Relegationsrunde, wobei die jeweils besten zwei Vereine jeder Gruppe sich für die BGL Ligue qualifizierten.

## Alle Aufsteiger aus der Ehrenpromotion seit 1960
| Saison    | Meister                                                            | Vizemeister                                                        | Barrage-Sieger                                                     |
| --------- | ------------------------------------------------------------------ | ------------------------------------------------------------------ | ------------------------------------------------------------------ |
| 1959/60   | Chiers Rodingen                                                    | US Rümelingen                                                      |                                                                    |
| 1960/61   | Alliance Düdelingen                                                | US Düdelingen                                                      |                                                                    |
| 1961/62   | FC Avenir Beggen                                                   | FC The Belval Belvaux                                              |                                                                    |
| 1962/63   | Jeunesse Wasserbillig                                              | FC Progrès Niederkorn                                              |                                                                    |
| 1963/64   | US Rümelingen                                                      | Rapid Neudorf                                                      |                                                                    |
| 1964/65   | CS Petingen                                                        | FC Avenir Beggen                                                   |                                                                    |
| 1965/66   | US Bad Mondorf                                                     | Rapid Neudorf                                                      |                                                                    |
| 1966/67   | FC Progrès Niederkorn                                              | Red Boys Differdingen                                              |                                                                    |
| 1967/68   | CS Fola Esch                                                       | CS Grevenmacher                                                    |                                                                    |
| 1968/69   | Stade Düdelingen                                                   | SC Tetingen                                                        |                                                                    |
| 1969/70   | CS Grevenmacher                                                    | Alliance Düdelingen                                                |                                                                    |
| 1970/71   | The National Schifflingen                                          | Etzella Ettelbrück                                                 |                                                                    |
| 1971/72   | Sporting Bettemburg                                                | CS Fola Esch                                                       |                                                                    |
| 1972/73   | FC Red Star Merl-Belair                                            | Stade Düdelingen                                                   |                                                                    |
| 1973/74   | FC Progrès Niederkorn                                              | Alliance Düdelingen                                                |                                                                    |
| 1974/75   | Chiers Rodingen                                                    | Stade Düdelingen                                                   |                                                                    |
| 1975/76   | CS Grevenmacher                                                    | Red Black Pfaffenthal                                              |                                                                    |
| 1976/77   | Spora Luxemburg                                                    | Union Luxemburg                                                    |                                                                    |
| 1977/78   | FC Aris Bonneweg                                                   | Young Boys Diekirch                                                |                                                                    |
| 1978/79   | Spora Luxemburg                                                    | Stade Düdelingen                                                   |                                                                    |
| 1979/80   | FC Olympique Eischen                                               | Alliance Düdelingen                                                |                                                                    |
| 1980/81   | FC Wiltz 71                                                        | Jeunesse Hautcharage                                               |                                                                    |
| 1981/82   | US Rümelingen                                                      | Stade Düdelingen                                                   |                                                                    |
| 1982/83   | Spora Luxemburg                                                    | Etzella Ettelbrück                                                 |                                                                    |
| 1983/84   | Alliance Düdelingen                                                | FC Olympique Eischen                                               |                                                                    |
| 1984/85   | CS Grevenmacher                                                    | Swift Hesperingen                                                  |                                                                    |
| 1985/86   | FC Wiltz 71                                                        | CS Petingen                                                        |                                                                    |
| 1986/87   | FC Aris Bonneweg                                                   | US Rümelingen                                                      |                                                                    |
| 1987/88   | CS Petingen                                                        |                                                                    |                                                                    |
| 1989–1994 | Aufstiegsrunden (siehe unten)                                      | Aufstiegsrunden (siehe unten)                                      | Aufstiegsrunden (siehe unten)                                      |
| 1994/95   | FC Rodingen 91                                                     | Sporting Mertzig                                                   |                                                                    |
| 1995/96   | CS Hobscheid                                                       | US Rümelingen                                                      |                                                                    |
| 1996/97   | Red Boys Differdingen                                              | CS Petingen                                                        |                                                                    |
| 1997/98   | FC Aris Bonneweg                                                   | FC Monnerich                                                       |                                                                    |
| 1998/99   | US Rümelingen                                                      | FC Schifflingen 95                                                 |                                                                    |
| 1999/2000 | Etzella Ettelbrück                                                 | FC Rodingen 91                                                     |                                                                    |
| 2000/01   | Swift Hesperingen                                                  | FC Progrès Niederkorn                                              |                                                                    |
| 2001/02   | FC Wiltz 71                                                        | Victoria Rosport                                                   |                                                                    |
| 2002/03   | Etzella Ettelbrück                                                 | Spora Luxemburg                                                    |                                                                    |
| 2003/04   | Alliance 01 Luxemburg                                              | CS Petingen                                                        |                                                                    |
| 2004/05   | UN Käerjéng 97                                                     | US Rümelingen                                                      |                                                                    |
| 2005/06   | FC Differdingen 03                                                 | FC Progrès Niederkorn                                              | FC Monnerich FC Mamer 32                                           |
| 2006/07   | FC RM Hamm Benfica                                                 | FC Avenir Beggen                                                   |                                                                    |
| 2007/08   | US Rümelingen                                                      | CS Fola Esch                                                       | Sporting Club Steinfort                                            |
| 2008/09   | CS Petingen                                                        | FC Monnerich                                                       |                                                                    |
| 2009/10   | FC Wiltz 71                                                        | FC Jeunesse Canach                                                 |                                                                    |
| 2010/11   | Union 05 Kayl/Tétange                                              | US Rümelingen                                                      | US Hostert                                                         |
| 2011/12   | FC Jeunesse Canach                                                 | Etzella Ettelbrück                                                 | FC Wiltz 71                                                        |
| 2012/13   | Swift Hesperingen                                                  | US Rümelingen                                                      |                                                                    |
| 2013/14   | Victoria Rosport                                                   | US Hostert                                                         | US Bad Mondorf                                                     |
| 2014/15   | FC RM Hamm Benfica                                                 | RFC Union Luxemburg                                                | FC UNA Strassen                                                    |
| 2015/16   | UN Käerjéng 97                                                     | Union Titus Petingen                                               | FC Jeunesse Canach                                                 |
| 2016/17   | US Esch                                                            | FC Rodingen 91                                                     | US Hostert                                                         |
| 2017/18   | Etzella Ettelbrück                                                 | US Rümelingen                                                      |                                                                    |
| 2018/19   | FC Rodingen 91                                                     | FC Blue Boys Muhlenbach                                            |                                                                    |
| 2019/20   | Swift Hesperingen*                                                 | FC Wiltz 71*                                                       |                                                                    |
| 2020/21   | keine Aufsteiger – Saison aufgrund der Corona-Pandemie abgebrochen | keine Aufsteiger – Saison aufgrund der Corona-Pandemie abgebrochen | keine Aufsteiger – Saison aufgrund der Corona-Pandemie abgebrochen |
| 2021/22   | FC Monnerich                                                       | UN Käerjéng 97                                                     |                                                                    |
| 2022/23   | FC Schifflingen 95                                                 | FC Marisca Mersch                                                  |                                                                    |
| 2023/24   | Sporting Bettemburg                                                | FC Rodingen 91                                                     | US Hostert                                                         |
| 2024/25   | FC Mamer 32                                                        | UN Käerjéng 97                                                     | FC Atert Bissen, FC Jeunesse Canach                                |

- 2019/20: Vorzeitiger Saisonabbruch und Wertung nach 15 Spieltagen infolge der Corona-Pandemie.

### Aufsteiger von 1989 bis 1994 durch die Aufstiegsrunden
| Saison  | Erster                | Mitaufsteiger             | Zweiter Mitaufsteiger |
| ------- | --------------------- | ------------------------- | --------------------- |
| 1988/89 | Aris Bonneweg         | CS Fola Esch              | Alliance Düdelingen   |
| 1989/90 | FC Progrès Niederkorn |                           |                       |
| 1990/91 | FC Wiltz 71           | FC Koeppchen Wormeldingen |                       |
| 1991/92 | F91 Düdelingen        | Etzella Ettelbrück        | CS Fola Esch          |
| 1992/93 | CS Petingen           |                           |                       |
| 1993/94 | FC Wiltz 71           | FC Koeppchen Wormeldingen | Swift Hesperingen     |

## Torschützenkönige seit 1967
| Saison  | Spieler                             | Tore | Verein                             |
| ------- | ----------------------------------- | ---- | ---------------------------------- |
| 1966/67 | Francois Neu                        | 19   | Young Boys Diekirch                |
| 1967/68 | Claude Reuter                       | 25   | Rapid Neudorf                      |
| 1968/69 | Johny Grettnich                     | 25   | Etzella Ettelbrück                 |
| 1969/70 | Johny Grettnich                     | 25   | Etzella Ettelbrück                 |
| 1970/71 | Johny Grettnich                     | 24   | Etzella Ettelbrück                 |
| 1971/72 | Charles Bianchi                     | 10   | Stade Düdelingen                   |
| 1972/73 | Guy Thill                           | 16   | Jeunesse Haucharage                |
| 1973/74 | Hugo Lozzi                          | 21   | US Bad Mondorf                     |
| 1974/75 | Nicolas Monteverde                  | 21   | Chiers Rodingen                    |
| 1975/76 | Louis Berckes                       | 22   | Spora Luxemburg                    |
| 1976/77 | Jean-Paul Martin                    | 26   | Union Luxemburg                    |
| 1977/78 | Jean Schiltz                        | 16   | Aris Bonneweg                      |
| 1978/79 | Louis Berckes                       | 29   | Spora Luxemburg                    |
| 1979/80 | Damon Damiani                       | 24   | Alliance Düdelingen                |
| 1980/81 | Johny Miller                        | 15   | Jeunesse Hautcharage               |
| 1981/82 | Guy Poggi                           | 17   | CS Fola Esch                       |
| 1982/83 | Claude Hoss                         | 16   | Etzella Ettelbrück                 |
| 1983/84 | Sabatino Profeta                    | 17   | Alliance Düdelingen                |
| 1984/85 | Rene Huss                           | 25   | CS Grevenmacher                    |
| 1985/86 | Ludo Janssens                       | 19   | FC Wiltz 71                        |
| 1986/87 | Claude Leogrande                    | 20   | Aris Bonneweg                      |
| 1987/88 | Claude Osweiler                     | 20   | Victoria Rosport                   |
| 1988/89 | Rene Huss                           | 23   | Victoria Rosport                   |
| 1989/90 | Serge Thill                         | 32   | Progres Niederkorn                 |
| 1990/91 | Yves Heinen                         | 16   | AS Differdingen                    |
| 1991/92 | Tino Marasco                        | 20   | F91 Düdelingen                     |
| 1992/93 | Laurent Careme                      | 24   | CS Sanem                           |
| 1993/94 | Laurent Careme                      | 23   | CS Sanem                           |
| 1994/95 | Marcel Christophe                   | 20   | FC Monnerich                       |
| 1995/96 | Philippe Buttignol Paulo Dos Santos | 22   | Spora Luxemburg Progres Niederkorn |
| 1996/97 | Carlo Pace                          | 26   | Red Boys Differdingen              |
| 1997/98 | Patrick Grettnich                   | 31   | Aris Bonneweg                      |
| 1998/99 | Philippe Dillmann                   | 27   | US Rümelingen                      |
| 1999/00 | Patrick Grettnich                   | 32   | Etzella Ettelbrück                 |
| 2000/01 | Pierre Castagne Franco Iovino       | 22   | Spora Luxemburg Swift Hesperingen  |
| 2001/02 | Jerome Cabanel                      | 18   | Alliance 01 Luxemburg              |
| 2002/03 | Patrick Grettnich                   | 33   | Etzella Ettelbrück                 |
| 2003/04 | Julien Deharchies                   | 30   | FC Hamm 37                         |
| 2004/05 | Jeremy Laroche                      | 24   | FC Monnerich                       |
| 2005/06 | Jeremy Laroche                      | 27   | FC Monnerich                       |
| 2006/07 | Cleudir Lopes Monteiro              | 24   | Sporting Mertzig                   |
| 2007/08 | François Augusto                    | 22   | Atert Bissen                       |
| 2008/09 | Roger De Sousa                      | 23   | Jeunesse Canach                    |
| 2009/10 | François Augusto                    | 27   | FC 72 Erpeldingen                  |
| 2010/11 | Omar Er Rafik                       | 25   | CS Oberkorn                        |
| 2011/12 | David Turpel                        | 22   | Etzella Ettelbrück                 |
| 2012/13 | Mirco Lopes Do Rosario              | 19   | FC 72 Erpeldingen                  |
| 2013/14 | Jeff Lascak                         | 30   | Victoria Rosport                   |
| 2014/15 | Patrick Stumpf                      | 22   | RM Hamm Benfica                    |
| 2015/16 | Almir Smigalovic                    | 17   | Union Titus Petingen               |
| 2016/17 | Pedro Rodrigues Duarte              | 20   | US Esch                            |
| 2017/18 | Jules Diallo Mefail Kadrija         | 18   | US Rümelingen Etzella Ettelbrück   |
| 2018/19 | Frederic Marques                    | 29   | Swift Hesperingen                  |
| 2019/20 | Sanel Ibrahimovic                   | 20*  | FC Wiltz 71                        |
| 2020/21 | El Hadj Fine Bop François Augusto   | 9*   | Jeunesse Canach Atert Bissen       |
| 2021/22 | El Hadj Fine Bop                    | 30   | Jeunesse Canach                    |
| 2022/23 | Benjamin Bresch                     | 30   | FC Marisca Mersch                  |
| 2023/24 | Bryan Maison                        | 20   | US Rümelingen                      |
| 2024/25 | Mickaël Jager                       | 29   | FC Mamer 32                        |

- 2019/20: Vorzeitiger Saisonabbruch und Wertung nach 15 Spieltagen infolge der Corona-Pandemie.
- 2020/21: Vorzeitiger Saisonabbruch nach 7 Spieltagen infolge der Corona-Pandemie.